# Robert Siodmak
Robert Siodmak (Dresden, 8 augustus 1900 – Locarno, 10 maart 1973) was een Duits-Amerikaans regisseur.
Robert Siodmak was werkzaam in Duitsland tot 1933, waar hij een van de regisseurs was van de documentairefilm Menschen am Sonntag (1929). Vanaf 1940 werkte hij in Hollywood, waar hij films noirs regisseerde als Phantom Lady (1944), The Spiral Staircase (1945) en The Killers (1946). Later werkte hij in Groot-Brittannië, Frankrijk en West-Duitsland.

## Filmografie
- 1929: Menschen am Sonntag
- 1930: Abschied
- 1930: Der Kampf mit dem Drachen
- 1931: Der Mann, der seinen Mörder sucht
- 1931: Voruntersuchung
- 1932: Sturme der Leidenschaft
- 1932: Le Sexe faible
- 1932: Quick
- 1933: Brennendes Geheimnis
- 1934: La crise est finie
- 1935: La Vie parisienne
- 1937: Cargaison blanche
- 1938: Mollenard
- 1939: Pièges
- 1941: West Point Widow
- 1942: Fly-by-Night
- 1942: My Heart Belongs to Daddy
- 1942: The Night Before the Divorce
- 1943: Someone to Remember
- 1943: Son of Dracula
- 1944: Phantom Lady
- 1944: Cobra Woman
- 1944: Christmas Holiday
- 1945: The Suspect
- 1945: The Strange Affair of Uncle Harry
- 1945: The Spiral Staircase
- 1946: The Killers
- 1946: The Dark Mirror
- 1947: Time Out of Mind
- 1948: Cry of the City
- 1948: Criss Cross
- 1949: The Great Sinner
- 1949: The File on Thelma Jordon
- 1950: Deported
- 1951: The Whistle at Eaton Falls
- 1952: The Crimson Pirate
- 1954: Le Grand Jeu
- 1955: Die Ratten
- 1956: Mein Vater, der Schauspieler
- 1957: Nachts, wenn der Teufel kam
- 1959: Katia
- 1959: Dorothea Angermann
- 1959: The Rough and the Smooth
- 1960: Mein Schulfreund
- 1961: L'Affaire Nina B.
- 1962: Escape from East Berlin
- 1964: Der Schut
- 1965: Der Schatz der Azteken
- 1965: Die Pyramide des Sonnengottes
- 1967: Custer of the West
- 1968: Kampf um Rom I
- 1969: Kampf um Rom II